# Hatadou Sako
Hatadou Sako, född 21 oktober 1995 i Tournan-en-Brie, Frankrike, är en fransk-senegalesisk handbollsmålvakt.

## Karriär

### Klubbhandboll
Hatadou Sako började med handbollen i Noisy-le-Grand. 2016 skrev hon kontrakt med OGC Nice Côte d'Azur HB. 2019 röstades hon fram som den bästa målvakten i ligans All-Star Team.  År 2020 bytte hon klubb och spelade sedan för Metz HB.  Med Metz, var hon med och vann det franska mästerskapet 2022, 2023 och 2024 och den franska cupen 2022, 2023 och 2024. Metz slutade  på 3:e plats i EHF Champions League 2021/2022. Inför säsongen 2024/2025 flyttade hon till ungerska toppklubben Győri ETO KC.

### Landslagshandboll
Hatadou Sako spelade först för det senegalesiska landslaget. Med Senegal deltog hon i Afrikanska spelen 2015 och vann bronsmedaljen där. 2016 nådde de semifinalen i Afrikanska mästerskapen, därSenegal sedan diskvalificerades efter en seger i semifinalen. Hon var med och vann en silvermedalj vid Afrikanska mästerskapen 2018. Vid VM slutade Senegal på 19:e plats 2019. Sako började spela för det franska landslaget sedan 2023.  Med Frankrike vann hon VM 2023 och sedan också silvermedaljen vid de olympiska spelen 2024.

## Meriter i klubbahandboll
- Franska mästerskapet  2022.2023 och 2024
- Franska cupen  2022.2023 och 2024